# Свети мученик Менигнос
Свети мученик Менигнос је православни мученик и светитељ.
Био је родом из града Парије, Хелеспонтска областа. По занимању је био ваљар сукна. Живео је у време прогона хришћана о стране цара Деција. По царевом наређењу, ухапшено је мноштво хришћана и бачено у тамницу ради мучења. Они су се даноноћно молили у тамници. На чуесан начин им се јавио Исус Христ и избавио их из тамнице. Каа су то чули мноштво нароа је пришло хришћанству, а међу њима и Менигнос. Неустрашиво је ступио пред кнезом који је читао царску наредбу, отргао му је из руку и поцепао je у комаде, бацио на земљу и изгазио ногама, рекавши: "У име Исуса Христа Бога мог ступам на змију и на аспиду, и газим ногама својим безакона наређења цара Декија." По наређењу кнеза обесили су га о мучилишно дрво и гвозденим гребенима му стругали тело. Тако мучен, Менигнос је јуначки трпео и молио се Богу. Након свих мука скинули су га и затражили а принесе жртву идолима, што је он обио и поново исповедио Исуса Христа, сина Божијег. Због тога је изведен на губилиште и ту су му по царевом наређењу одсекли главу.
После страдања светог мученика, хришћани су тајно ноћу дошли на губилиште и узели његово тело и молитвено га сахранили.
Православна црква га прославља 22. новембра (5. децембра).